# بارناباس بيشه
بارناباس بيشه (بالمجرية: Bese Barnabás)‏ (مواليد 6 مايو 1994) هو لاعب كرة قدم. يلعب مع منتخب المجر لكرة القدم. سبق له أن لعب في بطولة أمم أوروبا لكرة القدم 2016 مع منتخب بلاده.

## مسيرته الكروية
لعب بارناباس بيشه خلال مسيرته الاحترافية مع ناديين في عشرة مواسم وسجل خلالها 12 هدفًا ضمن 210 مباراة. ولم يفز بأي موسم بالكأس أو بالدوري.
خاض بارناباس بيشه مسيرته مع نادي بودابست في موسم 2011–12 ليلعب معه ستة مواسم، مشاركًا في 96 مباراة سجل خلالها 7 أهداف. ثم انتقل إلى نادي لوهافر في موسم 2016–17 ليلعب معه أربعة مواسم، حيث شارك في 114 مباراة سجل خلالها 5 أهداف.

## روابط خارجية
- بارناباس بيشه على موقع الاتحاد الأوربي (الإنجليزية)
- بارناباس بيشه على موقع قاعدة بيانات كرة القدم.إي يو (الإنجليزية)
- بارناباس بيشه على موقع ناشيونال فوتبول تيمز (الإنجليزية)
- بارناباس بيشه على موقع Soccerway.com (الإنجليزية)
- بارناباس بيشه على موقع عالم كرة القدم.نت (الإنجليزية)
- بارناباس بيشه على موقع AS.com (الإسبانية)